# Joan Pallejà i Mañanet
Joan Pallejà i Mañanet (Lleida, 1889 - Barcelona, 1971) fou un muntador i director de cinema català. Pertanyia a una família de pastissers i estudià litografia i dibuix a l'Escola de Belles Arts de Barcelona. El 1916 va debutar com a actor al cinema i el 1921 va dirigir la seva primera pel·lícula, el western Lilian, produït per Llorenç Bau Bonaplata rodat a Lloret de Mar i en el que va utilitzar el seu pseudònim John Pallears. Alhora treballà com a dibuixant als estudis Trilla-La Riva i fou un dels primers en retolar a mà subtítols en català per al cinema sonor. El 1934 es va establir com a muntador i ajudant de direcció a Cinematografia Josep Maria Bosch, dirigida per Josep Maria Bosch i López. Durant la guerra civil espanyola va treballar per a SIE Films, vinculada a la CNT i com a cap de documentals de Laya Films, per a la que va fer documentals de caràcter propagandístic d'ideologia anarcosindicalista. Això no li va impedir després de la contesa treballar com a muntador per a Cifesa i IFISA, treballant amb Lluís Marquina i Pichot i Ignasi F. Iquino. També col·laborà amb Ramon Quadreny i Orellana i amb Cinefoto fins a la seva jubilació el 1965. Posteriorment col·laboraria amb els seus fills Joan i Josep Pallejà i Ortiz, també muntadors de cinema, i amb la sala de doblatge Royal Films.

## Filmografia
- Una piedra cae al lago (actor. 1916)
- El tren de los suicidas (actor, 1917)
- Lilian (director, 1921)
- Un paso hacia la muerte
- Ojos tristes (documental, 1925)
- Un Pueblo en Armas (1937, amb Louis Frank)[5]
- Madrid tumba del fascio (Cuarta jornada-documental n. º 8) (1937)
- Aurora de esperanza (d'Antonio Sau, 1936-37)
- Y tú, ¿qué haces? (de Ricard de Baños)
- Así vive Cataluña (Vida y moral de la retaguardia) (de Valentín R. González, 1938).
- Vidas cruzadas (de Lluís Marquina, 1942)
- Malvaloca (1942)
- Noche fantástica (1943)
- Santander, la ciudad en llamas (1944)
- Conflicto inesperado (de Ricard Gascó 1947)
- Don Juan de Serrallonga (1948)
- El correo del rey (1950)
- Misión extravagante (1953)
- El Judas (d'Ignasi F. Iquino, 1952)
- El golfo que vio una estrella (1953)
- El presidio (d'Antonio Santillán, 1953)
- Estambul 65 (d'Antonio Isasi-Isasmendi, 1965)